# Шоколад (фільм, 2016)
«Шокола́д» (фр. Chocolat) — французька біографічна драма 2016 року, поставлена режисером Рошді Земом за мотивами книги «Клоун-негр „Шоколад“: Забута історія про першого чорного артиста французької сцени» (2012). Прем'єра стрічки в Україні відбулася 12 травня 2016 року.

## Сюжет
У основі сюжету фільму доля клоуна на прізвисько Шоколад (Омар Сі), який у 1886 році став першим чорношкірим клоуном у Франції. Разом з білим клоуном Джорджем Футітом він створив комедійний дует «Футіт & Шоколад», який був дуже популярним серед публіки кінця XIX століття.

## У ролях
| Омар Сі         | ···· | «Шоколад»         |
| Джеймс Тьєррі   | ···· | Футіт             |
| Клотильда Ем    | ···· | Марі              |
| Олів'є Гурме    | ···· | Оллер             |
| Фредерік П'єро  | ···· | Дельво            |
| Ноемі Львовскі  | ···· | мадмуазель Дельво |
| Еліс де Ланкесе | ···· | Камілла           |
| Олів'є Рабурден | ···· | Жемі              |
| Жеремі Альберті | ···· | журналіст         |

## Визнання
| Нагороди та номінації фільму «Шоколад» | Нагороди та номінації фільму «Шоколад» | Нагороди та номінації фільму «Шоколад» | Нагороди та номінації фільму «Шоколад» | Нагороди та номінації фільму «Шоколад» | Нагороди та номінації фільму «Шоколад» |
| Рік                                    | Кінофестиваль/кінопремія               | Категорія/нагорода                     | Номінант                               | Результат                              |                                        |
| -------------------------------------- | -------------------------------------- | -------------------------------------- | -------------------------------------- | -------------------------------------- | -------------------------------------- |
| 2017                                   | Премія «Люм'єр»                        | Найкращий актор                        | Омар Сі та Джеймс Тьєррі               | Номінація                              |                                        |
| 2017                                   | Премія «Сезар»                         | Найкращий актор                        | Омар Сі                                | Номінація                              |                                        |
| 2017                                   | Премія «Сезар»                         | Найкращий актор другого плану          | Джеймс Тьєррі                          | Перемога                               |                                        |
| 2017                                   | Премія «Сезар»                         | Найкраща музика до фільму              | Габрієль Яред                          | Номінація                              |                                        |
| 2017                                   | Премія «Сезар»                         | Найкращі декорації                     | Жеремі Д. Ліньйоль                     | Перемога                               |                                        |
| 2017                                   | Премія «Сезар»                         | Найкращий дебютний фільм               | Шоколад                                | Номінація                              |                                        |